# Ibarranguelua
Ibarranguelua (em castelhano) ou Ibarrangelu (em basco) é um município da Espanha na província da Biscaia, comunidade autónoma do País Basco, com 15,56 km² de área. Em 2021 tinha 670 habitantes (densidade: 43,1 hab./km²).

## Demografia
| Variação demográfica do município entre 1991 e 2004 | Variação demográfica do município entre 1991 e 2004 | Variação demográfica do município entre 1991 e 2004 | Variação demográfica do município entre 1991 e 2004 |
| --------------------------------------------------- | --------------------------------------------------- | --------------------------------------------------- | --------------------------------------------------- |
| 1991                                                | 1996                                                | 2001                                                | 2004                                                |
| 521                                                 | 525                                                 | 542                                                 | 541                                                 |